# 弗拉迪斯瓦夫·斯特泽敏斯基

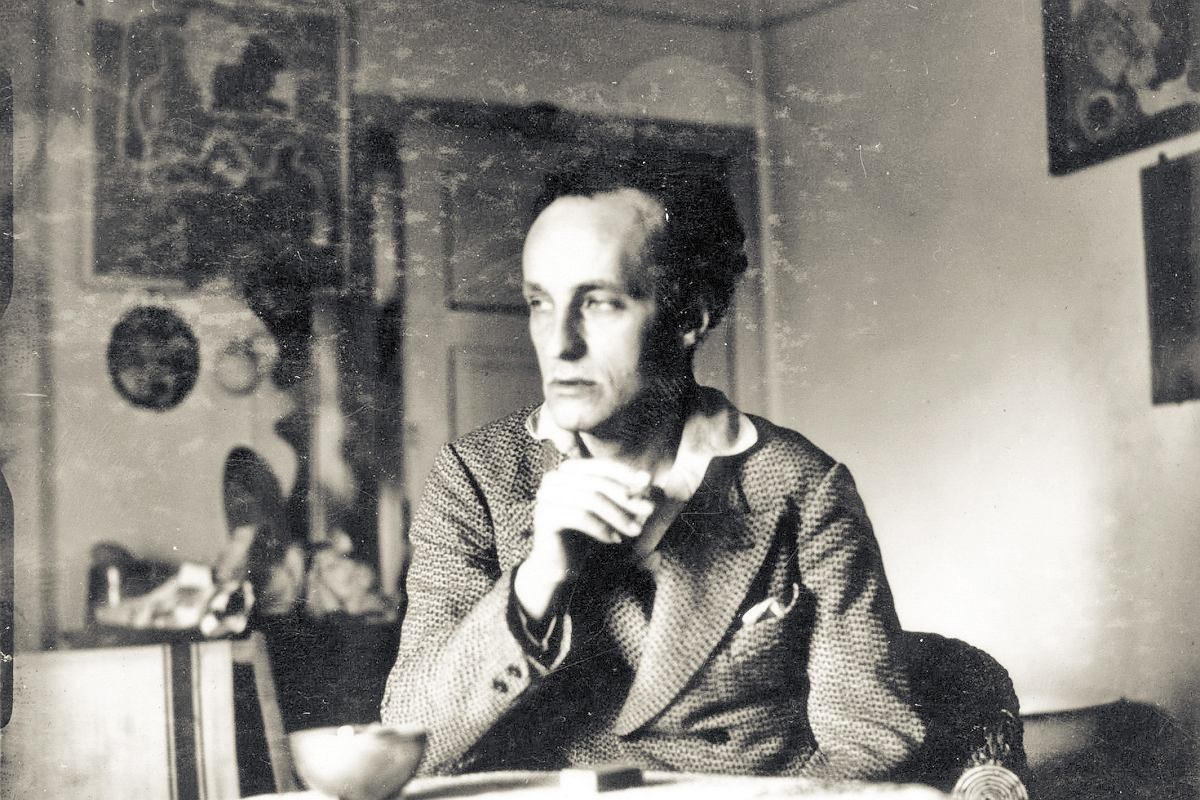
弗拉迪斯瓦夫·斯特泽敏斯基, 1932

弗拉迪斯瓦夫·斯特泽敏斯基（波蘭語：Władysław Strzemiński；1893年11月21日生于明斯克，1952年12月26日卒于罗兹）是一位国际知名的波兰先锋派画家。
1922年他迁入维尔诺（今维尔纽斯），并于次年支持Vytautas Kairiūkštis在立陶宛创办首次先锋派艺术展（当时在波兰统治下）。
1923年11月他迁入华沙，在那里与Henryk Berlewi一起创建构成主义团体Blok。 
1920年代间他建立了他的Unism（波兰语：Unizm）理论。他的Unism绘画启发了波兰作曲家Zygmunt Krauze的unistic音乐创作。他是革命性的著作《视觉理论》的作者之一。他是罗兹唯一的先锋派艺术收藏集的创始人之一，收获了对“a.r.”团体成员如Katarzyna Kobro、Henryk Stażewski（艺术家）、Julian Przyboś和Jan Brzękowski（诗人）的热情的感激。
在二战后的罗兹他是雕塑艺术高等学校的教师，并在罗兹艺术博物馆设计了“Noeoplastic room”。在那里他有一位学生Halina Ołomucki，是纳粹集中营的幸存者。
於2016年導演安杰依·瓦伊达完成電影作品《殘影余像》，敘述弗拉迪斯瓦夫·斯特澤敏斯基後半人生際遇。

## 传记
1. Władysław Strzemiński. Readability of Images. 弗拉迪斯瓦夫·斯特泽敏斯基作品专题国际会议会刊,  2011年10月13–14日, Muzeum Sztuki, Łódź 2015.
2. Władysław Strzemiński 1893–1952. On the 100th Anniversary of His Birth, Muzeum Sztuki w Łodzi, Łódź 1993.